# Cimetière des Picotés

Le cimetière des Picotés est un ancien cimetière de Québec. Il a accueilli les paroissiens de Québec de 1702 à 1857. Ce n'est qu'en 1861 que les derniers corps du cimetière des Picotés furent transportés au nouveau cimetière Notre-Dame-de-Belmont. Il était situé dans le Vieux-Québec, près de l'Hôtel-Dieu de Québec, au coin des rues Hamel et Couillard.

## Histoire
Entre 1700 et 1701, une épidémie de grippe emporte plus d'une centaine de personnes. Les cimetières existants de Sainte-Famille, Sainte-Anne et Saint-Joseph qui ceinturent la cathédrale de Québec furent presque entièrement remplis. Il fallait créer un nouveau cimetière.
Un nouveau terrain fut trouvé appartenant à l'Hôtel-Dieu de Québec. La fabrique de Notre-Dame de Québec acheta le terrain dès 1702. À la fin de cette même année et au début de la suivante, une nouvelle épidémie de petite vérole, appelé épidémie de picote, ravagea la population. Elle fit plus de trois cents victimes qui furent inhumées dans ce nouveau cimetière qui prit le nom de "Picotés".
Le 21 mai 1703, les arpenteurs jurés Jean Le Rouge et François La Joue, à la demande de la fabrique de Notre-Dame de Québec, mesurèrent l'emplacement du cimetière des Picotés.
Par la suite, au cours de la première moitié du XVIIIe siècle, le terrain perdit une partie de sa surface au profit de divers voisins. 
Au cours de la première moitié du XIXe siècle, les épidémies se succédèrent à Québec, le choléra par cinq fois, la typhoïde, la scarlatine, la diphtérie et la variole. Le cimetière fut agrandi pour permettre l'accueil des dépouilles. Un grand et haut mur fut même élevé pour séparer le cimetière des maisons voisines.
Le 19 mai 1855 fut promulgué un acte concernant l'inhumation et la santé publique.
À la suite de protestations du voisinage contre les odeurs se dégageant du lieu, le cimetière fut finalement fermé officiellement en 1857. Dès 1858 commença l'exhumation des premiers corps. L'opération d'exhumation finit en 1861. 
Les corps du cimetière des Picotés furent tous transportés au tout nouveau cimetière Notre-Dame de Belmont qui avait ouvert ses portes en 1859. L'année suivante, en 1862, le terrain du cimetière fut divisé en lots à bâtir. Bon nombre de maisons s'élevèrent sur le site du cimetière des Picotés dès les années suivantes.

## Personnalités inhumées
- Philippe-François de Rastel de Rocheblave
- Joseph Drapeau
- Pierre Bruneau
- Pierre-Florent Baillairgé
- Jean-Baptiste Bouchette
- Thomas Lee
- Joseph Le Vasseur Borgia